# Großsteingrab Großenhain

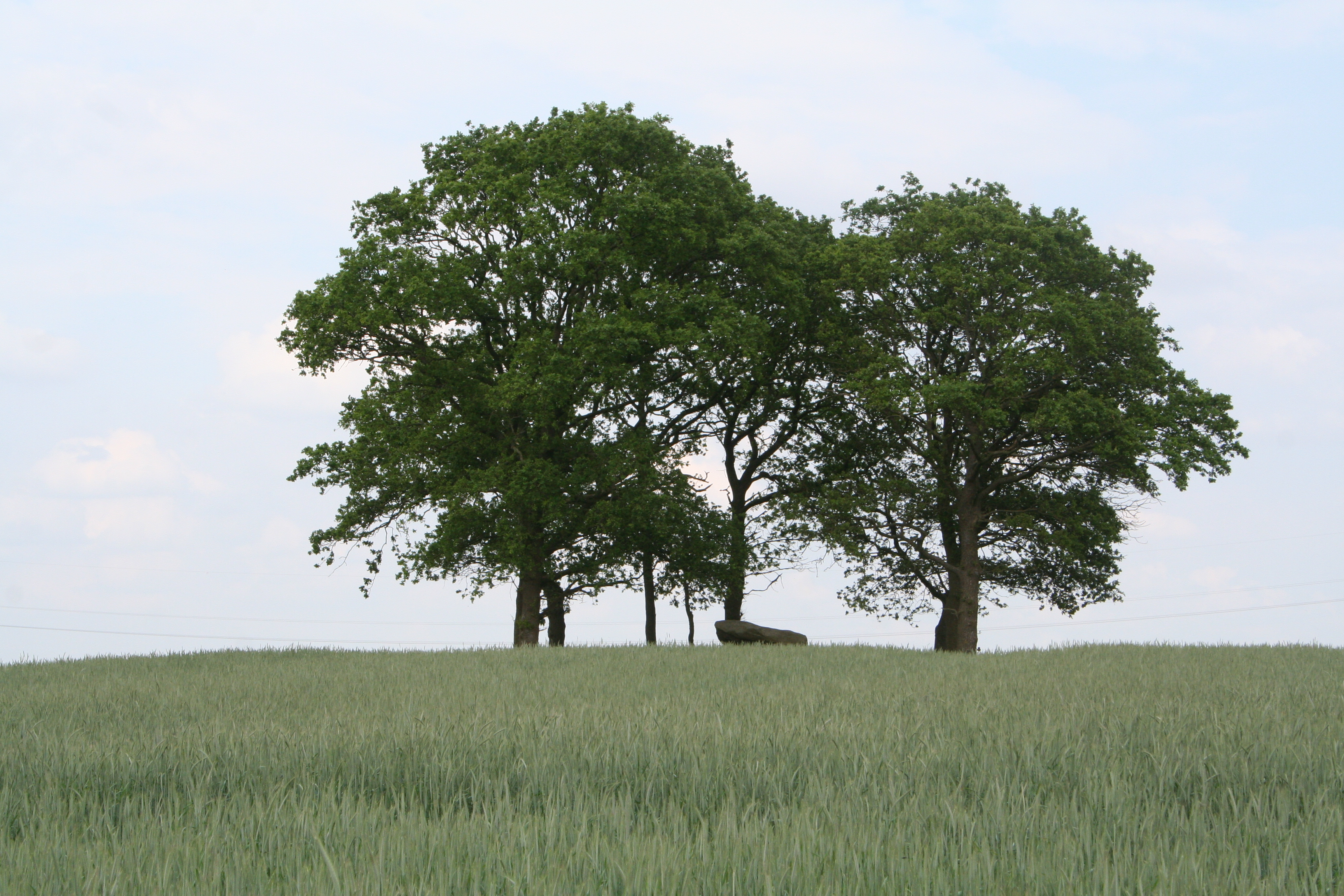
Das Großsteingrab Großenhain

Das Großsteingrab Großenhain (auch Dansenstein genannt) ist eine Grabanlage der jungsteinzeitlichen Trichterbecherkultur nahe dem zur Stadt Geestland gehörenden Ortsteil Großenhain im Landkreis Cuxhaven, Niedersachsen. Es trägt die Sprockhoff-Nummer 617.

## Lage
Das Grab befindet sich etwa 2 km nördlich von Großenhain auf einer zum Langen Moor hin abfallenden Geest.

## Beschreibung
Das Grab ist stark zerstört und sein ursprüngliches Aussehen nicht mehr zu rekonstruieren. Die Grabkammer ist ungefähr nordwest-südöstlich orientiert. In situ erhalten sind lediglich zwei Wandsteine der südwestlichen Langseite und einer der nordwestlichen Langseite. Auf diesen drei Steinen ruht ein großer Deckstein mit einer Länge von 2,6 m, einer Breite von 1,7 m und einer Dicke von 0,7 m. Sprockhoff verzeichnete bei seiner Aufnahme weitere neun umherliegende Steine, von denen einer eine Reihe von Sprenglöchern aufweist.
Der Dansenstein steht im Eigentum des Landes Niedersachsen.